# Апага
Апага (арм. Ապագա) — село в Армавирской области Армении.

## География
Село расположено в юго-восточной части марза, на правом берегу реки Севджур, при автодороге , на расстоянии 15 километров к юго-востоку от города Армавир, административного центра области. Абсолютная высота — 837 метров над уровнем моря.
Климат
Климат характеризуется как семиаридный (BSk в классификации климатов Кёппена). Среднегодовая температура воздуха составляет 12,4 °C. Средняя температура самого холодного месяца (января) составляет −2,7 °С, самого жаркого месяца (июля) — 25,7 °С. Расчётная многолетняя норма атмосферных осадков — 291 мм. Наибольшее количество осадков выпадает в мае (49 мм).

## Население
По данным «Сборника сведений о Кавказе» за 1880 год в селе Туркманлу Эчмиадзинского уезда по сведениям 1873 года было 41 азербайджанских и 2 курдских двора и проживало 262 азербайджанца (указаны как «татары»), которые были шиитами, и 18 курдов-суннитов.
По данным Кавказского календаря на 1912 год, в селе Туркманлу Эчмиадзинского уезда проживало 508 человек, в основном азербайджанцев, указанных как «татары».
| Год переписи | Население          | Население          | Население          | Население            | Население            | Население            |
| Год переписи | Наличное население | Наличное население | Наличное население | Постоянное население | Постоянное население | Постоянное население |
| Год переписи | Всего              | Мужчины            | Женщины            | Всего                | Мужчины              | Женщины              |
| ------------ | ------------------ | ------------------ | ------------------ | -------------------- | -------------------- | -------------------- |
| 2001         | 1646               | 816                | 830                | 1679                 | 833                  | 846                  |
| 2011         | 1769               | 840                | 929                | 1853                 | 906                  | 947                  |

| Год  | Численность | Численность |
| ---- | ----------- | ----------- |
| 1831 | 280         | [ 11 ]      |
| 1873 | 360         | [ 11 ]      |
| 1914 | 535         | [ 11 ]      |
| 1922 | 544         | [ 11 ]      |
| 1931 | 427         | [ 11 ]      |
| 1959 | 984         | [ 11 ]      |
| 1970 | 1205        | [ 11 ]      |
| 1979 | 1232        | [ 11 ]      |
| 1989 | 1694        | [ 12 ]      |
| 2001 | 1679        | [ 11 ]      |
| 2011 | 1853        | [ 13 ]      |